# Château de Talhouët (Guidel)
Le château de Talhouët est un édifice situé à Guidel, en France.

## Situation
Le château est situé sur le territoire de la commune de Guidel, au lieu-dit le Talhouët, dans le département du Morbihan, en région Bretagne.

## Description
Le château est de plan symétrique en U, à façade sur cour et sur jardin, à étage carré et élévation à sept travées. Il présente une façade sud à faux avant-corps central rythmé par trois travées et surmonté par un fronton. Quelques lucarnes positionnées dans l'alignement des fenêtres éclairent les combles couverts d'ardoise. Un escalier extérieur droit à perron occupe la largeur de l'avant-corps. Deux arrière-corps ferment le logis au nord sur une cour en U. Les communs et écuries se disposent hors de l'ordonnance, à l'écart du château.

## Histoire
Le domaine de Talhouët, propriété de Jehan le Digouadec, figure dans la réformation de 1536 qui recense les nobles de Guidel et les dispense de payer l'impôt. Mais la famille le Digouedec ou le Digouadec apparaît déjà dans la montre de 1477. En 1675 la propriété est vendue à François de La Pierre de Frémeur, conseiller du roi et fermier général pour l'évêché de Vannes. Resté en possession de la famille jusqu'à la Révolution le château est vendu comme bien d'émigré ainsi que ses terres, fermes et moulins. Quand le comte de Richemont rachète la propriété en 1860, il change l'orientation du bâtiment d'habitation et le transforme en s'inspirant de l'hôtel Gabriel du XVIIIe siècle à Lorient. Le Talhouët change encore trois fois de main avant d'être occupé par la Kriegsmarine pendant la Seconde Guerre mondiale. Les de La Tullaye en font finalement l'acquisition en 1958.
Le  château est inscrit à l'inventaire général du patrimoine culturel en 1998.